# 大瓦林湖

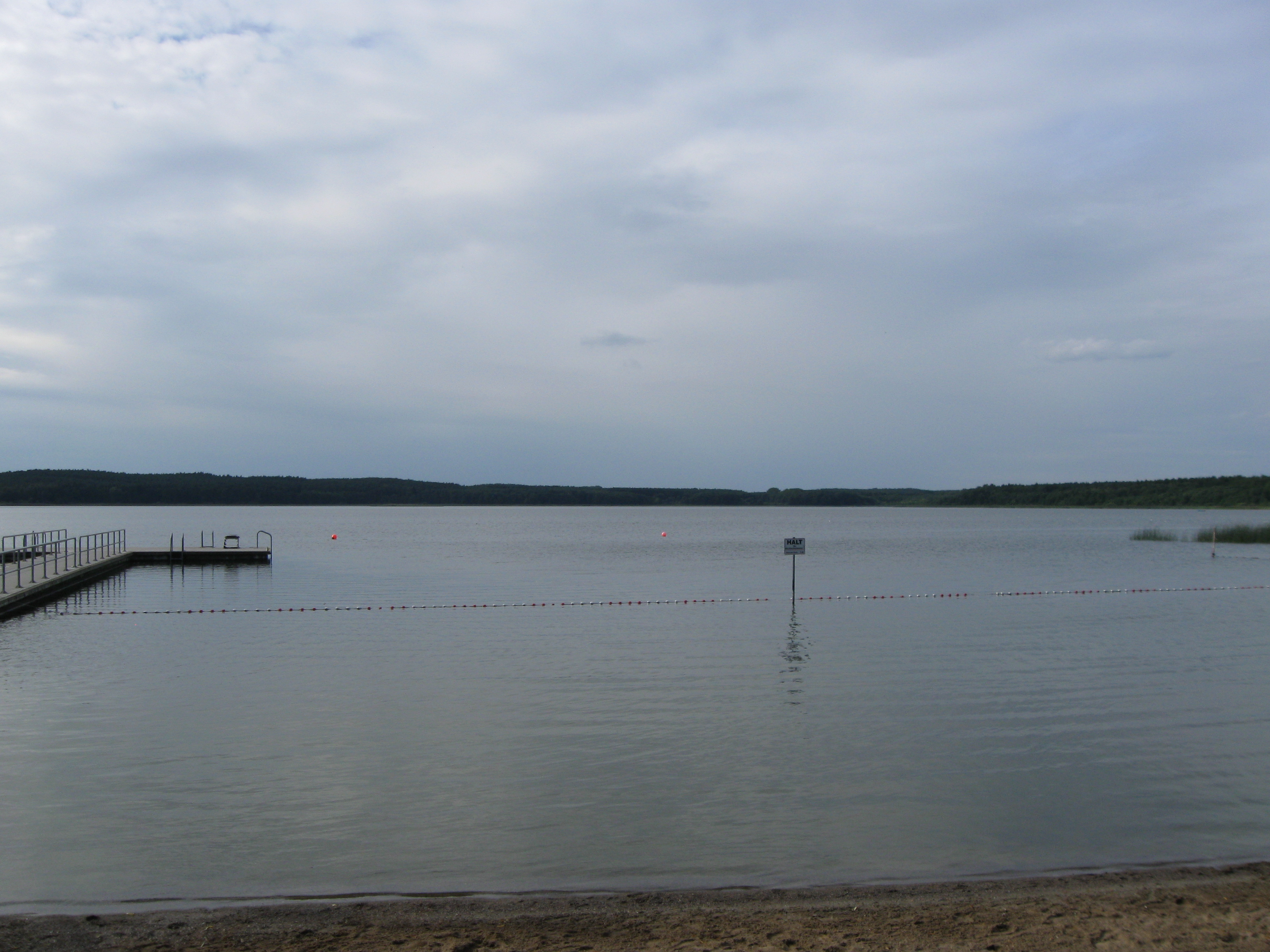

53°48′46″N 11°41′32″E / 53.81278°N 11.69222°E
大瓦林湖（德語：Großer Wariner See），是德國的湖泊，位於該國東北部，由梅克倫堡-前波美拉尼亞州負責管轄，處於西北梅克倫堡縣，長2.8公里、寬1.4公里，面積2.6平方公里，海拔高度21米，平均水深4.7米，最大水深9.5米，水體容量1,221萬立方米。